# Jacksonville Beach
Jacksonville Beach est une ville américaine située dans le comté de Duval en Floride.

## Démographie
| 1910 | 1920 | 1930 | 1940  | 1950  | 1960   |
| ---- | ---- | ---- | ----- | ----- | ------ |
| 249  | 357  | 409  | 3 566 | 6 430 | 12 049 |

| 1970   | 1980   | 1990   | 2000   | 2010   | - |
| ------ | ------ | ------ | ------ | ------ | - |
| 12 779 | 15 462 | 17 839 | 20 990 | 21 362 | - |

Selon le recensement de 2010, Jacksonville Beach compte 21 362 habitants. La municipalité s'étend sur 21,96 milles carrés (56,88 km2), dont seulement 7,33 milles carrés (18,98 km2) de terres.

## Tourisme
Le Casa Marina